# اعظم علی
اعظم علی (زادهٔ ۱۱ مهر ۱۳۴۹) نوازنده و خواننده ایرانی مقیم مونترآل است.

## زندگی‌نامه
وی از سن ۴ سالگی در هند بزرگ شده و از فرهنگ آن کشور تأثیر زیادی گرفته‌است. در سال ۱۹۸۵ او و خانواده‌اش به آمریکا مهاجرت کردند و از همان سال‌ها به نوازندگی سنتور روی‌آورد. پس از تکمیل آموزش سنتور نزد منوچهر صادقی راهش را در آواز و خوانندگی ادامه داد. به این ترتیب آواز را به شکل رسمی سنتی در موسیقی کلاسیک غربی، سنتی ایرانی و هندی و اروپای شرقی دنبال کرد.

## فعالیت‌ها
در سال ۱۹۹۶ با گرگ الیس گروه وس را پایه‌گذاری کرد که تا سال ۲۰۰۴ چهار آلبوم ارائه کردند. در کنار گروه وس او عضو گروه ایرانی دیگری به نام نیاز نیز می‌باشد.
همچنین آوازهای او در موسیقی فیلم‌های مختلفی به‌کار رفته است. از جمله آن‌ها همکاری او با برایان تیلر در فیلم‌های موهبت الهی، پاپاراتزی و مخصوصا در اجرای آهنگ اینما نوشیف در مجموعهٔ تلویزیونی فرزندان تل ماسه فرانک هربرت است.
از کارهای دیگر او آواز متن سریال تلویزیونی فرار از زندان را می‌توان نام برد. همچنین او به همراه گرگ الیس، بن واتکینز و لکزمی شانکار در فیلم‌های زمین میدان جنگ، اسطوره‌های زمین‌دریا، طلوع مرگ، انقلاب‌های ماتریکس آوازهایی اجرا کرد. او در سال ۲۰۰۷ خواننده اصلی گروه کر در موسیقی فیلم ۳۰۰ به آهنگ‌سازی تلر بیتس بود. او همچنین آهنگی به نام Coma با نوازده مشهور گیتار الکتریک باکت‌هد و خواننده بند System of a Down، سرج تانکیان اجرا کرده‌است.